# Ivesia depauperata
Ivesia depauperata là loài thực vật có hoa trong họ Hoa hồng. Loài này được (Engelm. ex A. Gray) A. Gray mô tả khoa học đầu tiên năm 1876.